# Alfred Schnittke
Alfred Garrievitch Schnittke (en russe : Альфред Гарриевич Шнитке), né le 24 novembre 1934 à Engels (oblast de Saratov) et mort le 3 août 1998 à Hambourg, est un compositeur russe de l'après-guerre d'origine allemande.
Très influencé par Gustav Mahler, Schnittke se veut spirituellement engagé. Il est l'auteur, entre autres, de douze concertos, dix symphonies, six concerti grossi, une soixantaine de musiques de film et une œuvre abondante de musique de chambre. Inclassable – il aime citer Anton Rubinstein : « pour les classiques, je suis un futuriste, pour les futuristes, je suis un réactionnaire » –, sachant créer le scandale comme l' enthousiasme, Schnittke suscite des avis partagés et souvent passionnés de la part des musicologues et critiques. Ses satires polystylistiques, qualifiées de « bonbons acides » par le critique américain Alex Ross, même s'ils présentent Alfred Schnittke sous l'image fausse d'un ironiste facile, sont une voie d'entrée efficace dans le courant dont, maître de l'ironie, il se présente comme le principal initiateur en musique : le polystylisme. Immanquablement politisée, la musique de Schnittke est donc vulnérable à une étude purement historico-politique. Reste que sa musique profondément expressionniste contribue, par sa force et une dramaturgie souvent violente, à faire de Schnittke une figure majeure de la musique de la fin du XXe siècle.

## Biographie

### De la jeunesse à Engels au séjour à Vienne (1934-1948)
Le père de Schnittke, Harry Viktorovich Schnittke (1914–1975) né à Francfort-sur-le-Main, appartient à une communauté juive germanophone de Lettonie. Comme ses parents, Harry Schnittke travaille dans l'édition, sa double connaissance du russe et de l'allemand lui étant utile (son fils Viktor, le frère cadet d'Alfred sera également éditeur). Sa mère, Maria Iossifovna Schnittke (née Vogel, 1910–1972) est issue d'une communauté russe allemande implantée aux bords de la Volga. Bien que cumulant les identités – il se sent à la fois Russe, Allemand et Juif – c'est la Russie que Schnittke considère comme sa véritable patrie culturelle. Sur le plan religieux, il considère sa foi comme simultanément catholique par sa mère, juive par son père et orthodoxe par la Russie. « J'ai pris conscience de mon dilemme sans solution de n'appartenir à personne, de ne pas avoir de pays, de lieu à moi. Je m'y suis finalement résigné. Peu importe au fond où l'on se trouve. Ce n'est pas l'essentiel. Ce qui compte, c'est ce que l'on pense. » déclarera-t-il.
Né en 1934 à Engels, capitale de la république autonome des Allemands de la Volga, Alfred Schnittke y passe les premières années de sa vie. Les années de guerre, qui donnent lieu, en 1941, à des déportations massives vers la Sibérie et le Kazakhstan, le bouleversent profondément.
En 1946, son père y obtenant un poste de rédacteur, la famille Schnittke part s'installer à Vienne. Le jeune Alfred découvre un univers musical qui lui était complètement inconnu. Un soir, son père ramène à la maison un accordéon Hohner de petite tessiture, qui est son premier instrument de musique. Peu après, la famille se dote d'un piano et Schnittke devient l'élève de Frau Charlotta Ruber, professeur de musique qui habite l'étage au-dessus de chez lui. Il passe des heures sur le piano familial à répéter inlassablement les mêmes accords, qu'il altère progressivement par des nuances légères. Son frère Viktor rapporte qu'il était alors parfaitement « inaccessible », de même qu'il sortait de ces recherches « complètement épuisé ». Le jour où sa professeur de musique lui enseigne la notation musicale, il écrit d'un trait un air qu'il vient de composer sur place. C'est à Vienne, écrit le violoncelliste Alexander Ivachkine, auteur d'une biographie sur le compositeur, que Schnittke jette son dévolu sur la musique. Schnittke écrit « J'éprouvais pleinement chaque moment que j'y passai », « d'être le maillon d'une chaîne historique : tout était multi-dimensionnel, le passé représentait un monde de fantômes omniprésents, et je n'étais pas un barbare dépourvu de connexions, mais le porteur conscient d'une mission ». Le séjour de Schnittke à Vienne « en plus de lui offrir une certaine expérience spirituelle, lui a également inculqué une discipline pour ses futures activités. C'était Mozart et Schubert, non pas Tchaikovski ou Rachmaninov, qu'il gardait à l'esprit comme point de référence en matière de goût, d'attitude et de style. Ce point de référence dans sa musique, essentiellement classique, n'en restait pas moins toujours discret », écrira Ivachkine.

### Formation et débuts au Conservatoire de Moscou (1948-1972)

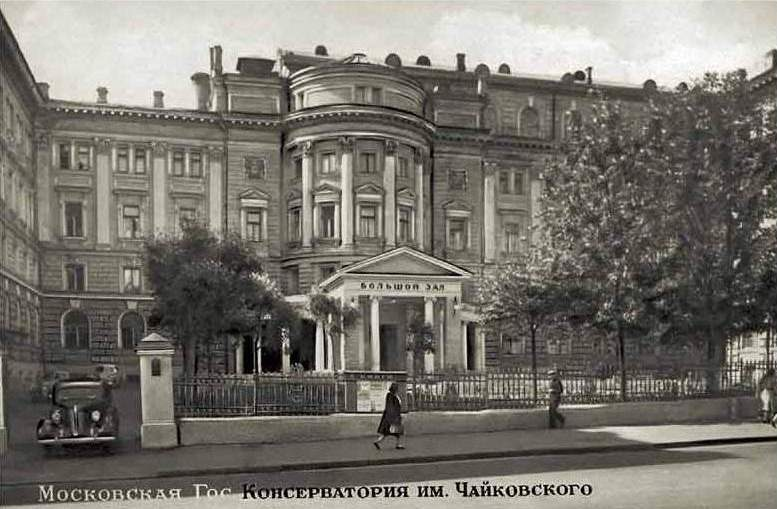
Le Conservatoire Tchaïkovski de Moscou dans les années 1940

En 1948, la famille Schnittke part à Moscou. Le jeune Alfred entre au Département Voix et Direction de Chœur du Conservatoire de Musique de la Révolution d'Octobre. Se sentant moins expérimenté que ses camarades, il prend des cours privés avec le théoricien de la musique Iossif Rijkine, ce qui lui permet d'acquérir les notions d'analyse et d'harmonie qui lui manquent. Quelques années passent, Alfred est reçu au Conservatoire Tchaïkovski. De 1958 à 1963, il étudie la composition et le contrepoint dans la classe d'Evgueni Goloubev (1910–1988) et l'instrumentation avec Nikolaï Rakov. Pendant ses années d'étude, il composera sa Symphonie no 0 (numérotation postérieure), partition romantique où l'on retrouve encore l'influence des symphonies de Nikolaï Miaskovski. Schnittke obtient son diplôme en 1961 en présentant l'Oratorio Nagasaki, sa première partition d'ampleur, composée en 1959. Exécutée à Moscou en 1959, sans public car jugée trop moderniste, l'enregistrement devait néanmoins accompagner des émissions de propagande pacifiste soviétique à destination du Japon, visant à dénoncer l'impérialisme américain. Toujours en 1961, il rejoint l'Union des compositeurs soviétiques. Le talent d'Alfred Schnittke est reconnu dès cette époque ; Philip Herschkowitz (1906–1989), un disciple de Webern qui habitait alors Moscou, apprécie sa musique et le prend quelque temps sous son aile. Au total, Schnittke reste vingt ans au Conservatoire de Moscou, après y avoir enseigné en tant que professeur d'instrumentation, un poste relativement modeste qu'il abandonnera en 1972. Il a eu notamment pour élève Vassili Lobanov.
Schnittke consacre beaucoup de temps à l'étude des partitions et aux enregistrements. L’accès à ces derniers fut considérablement facilité par les visites de Stravinsky en 1962, et de Nono en 1963. Il effectue un important travail de recherche et d'inventaire musicologique, qui le conduit à écrire plusieurs essais, notamment sur Stravinsky, Chostakovitch, Prokofiev, Bartók, Ligeti, la Klangfarbenmelodie (littéralement en allemand : « jeu de mélodie et de timbre ») chez Webern et la Sinfonia de Berio. Seuls ceux traitant de Chostakovitch et Prokofiev seront autorisés à la publication, les autres ne l'étant que plus tardivement, par des éditions allemandes.

### De la première symphonie au quintette, la mort d'une mère (1972-1976)

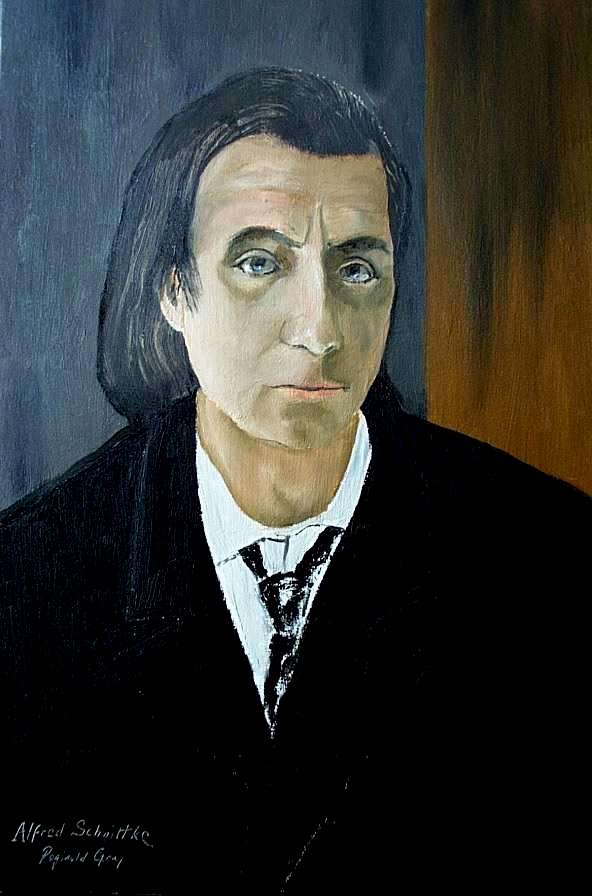
Portrait d'Alfred Schnittke par Reginald Grey (1972)

Dès 1972, ayant abandonné son poste d'enseignant au Conservatoire Tchaïkovski de Moscou, Schnittke se consacre entièrement à la composition. Mais malgré une relative ouverture du régime vers les musiciens étrangers, tels le très populaire Benjamin Britten au milieu des années soixante, le modernisme de Schnittke inspire la méfiance et l'on s'empresse de saturer le compositeur de musiques de film. Il ne lui reste que peu de temps pour se consacrer au répertoire de concert. Il mène ainsi une double vie : sept ou huit mois consacrés au cinéma, trois ou quatre pour sa musique. Néanmoins cette situation, même aliénante, procure un avantage matériel indéniable, celui de disposer du grand orchestre cinématographique de l'URSS, émancipé vis-à-vis de l'Union des compositeurs. Schnittke s'en servira comme d'un laboratoire expérimental destiné à préparer des œuvres plus ambitieuses. À titre d'exemple, la grande passacaille qui couronne le Deuxième Concerto pour violoncelle (1992) est tirée du thème principal de la musique composée en 1974 pour le film Agonie d'Elem Klimov. Du reste, le cinéma ne manquait pas de le passionner – Schnittke étant lui-même membre de l'Union des cinéastes –, sans mentionner que beaucoup de cinéastes, tels en particulier Elem Klimov, Alexandre Askoldov et Andreï Khrjanovski, menaient un combat parallèle au sien. La première œuvre polystyliste d'Alfred Schnittke sert d'ailleurs de bande son pour le dessin animé L'Harmonica de Glace (1968) d'Andreï Khrjanovski. Œuvre basée sur le motif B.A.C.H., il y puisera abondamment pour composer sa seconde sonate pour violon et piano, datant de la même année.
C'est également vers cette époque que les compositions de Schnittke prennent une direction nouvelle, dont on trouve les prémisses dès son Premier quatuor à cordes de 1966. Dans les années soixante, Schnittke cherchait à s'approprier de nouvelles techniques de composition en explorant de nouvelles perspectives. Faisant contraste, les années soixante-dix sont une période d’analyse rétrospective de langages stylistiquement différents, et de tentatives pour trouver de nouvelles significations à d’anciennes racines. Cette voie, résolument postmoderne, culmine dans sa Première Symphonie, œuvre majeure du compositeur, achevée en 1972, qui tient à la fois du bilan et du manifeste. Le chef d'orchestre Guennadi Rojdestvenski en fit la création avec l'orchestre de Gorki (maintenant Nijni-Novgorod) en 1974, après que son exécution a été refusée à Moscou et à Léningrad. On raconte que le train allant de Moscou à Gorki, ce jour-là était rempli d'étudiants et de musiciens, auxquels s'était même joint Mstislav Rostropovitch. Selon l'expression de ce dernier, la possibilité d'une telle création révélait des « trous dans les mailles du filet ». On trouve dans le dernier mouvement de cette Première Symphonie le motif caractéristique de 4 notes dont Dimitri Chostakovitch (1906-1975) s'inspira pour ouvrir son Premier Concerto pour violoncelle.
C'est en 1972 que la mort fait irruption dans la vie de Schnittke, avec la mort de sa mère au cours de la nuit du 16 au 17 septembre. Son Quintette pour piano est une œuvre dédiée à sa mémoire. Il confia par la suite que sa mère n'ayant jamais beaucoup apprécié sa musique, l'enjeu était de lui donner une structure et un langage que sa mère aurait été capable d'appréhender. Ce Quintette, œuvre du regret d'une grande portée métaphorique, est l'objet d'une très longue gestation et de nombreuses esquisses, dont la plupart seront délaissées ou réutilisées dans d'autres œuvres. Achevé en 1976, proche en son thème valsant et répétitif du Chostakovitch le plus sinistre, il est clos par une passacaille d'une très grande simplicité, faisant entendre un motif au piano joué jusqu'à extinction. Schnittke en composera en 1979 une version pour orchestre, In memoriam,.

### Les premiers succès à l'étranger, le Faustus (1976-1985)
Consciente elle-même des besoins de renouvellements, l'Union des compositeurs organise des événements tels que la manifestation internationale Nous t'attendons, Musique, à laquelle la presse consacre de très larges échos. Toutes ces tentatives n'en restent pas moins détournées à des fins tout autres. Ainsi, la musique jouée lors du festival y sera bien plus traditionaliste que moderniste, sans compter que Brejnev se sert du festival comme d'un prétexte pour faire oublier ses excursions militaires en Afghanistan, récemment mises à l'index par la communauté internationale. Schnittke, qui se voit systématiquement refuser le visa pour l'étranger depuis qu'il s'est abstenu de voter à l'Union des compositeurs soviétiques, est absent aux créations étrangères – voire mondiales – de ses œuvres, dont le nombre de commandes se multiplie, pour peu qu'elles soient aux États-Unis ou en Europe occidentale. Mais les temps changent favorablement et des initiatives parallèles, de plus en plus nombreuses, voient le jour. Elles permettent à Schnittke, comme à d'autres musiciens auxquels les instances officielles refusaient de prêter attention, de faire entendre leur musique directement en URSS. En particulier, l'ensemble de chambre cofondé par violoncelliste Alexander Ivachkine va se spécialiser dans le répertoire contemporain et œuvrer à la diffusion de sa musique. C'est également le cas du Festival Automne de Moscou, dont la première édition a lieu en 1979. On y joue Labyrinthes (1971), une musique qu'il a composée pour un ballet, aux côtés d'œuvres d'Edison Denisov et de Sofia Goubaïdoulina. Le 15 avril 1982, un pas supplémentaire est franchi. Toujours en compagnie de Denisov et de Goubaïdoulina, Schnittke est joué dans la grande salle du Conservatoire de Moscou. Guennadi Rojdestvenski y interprète sa Suite Gogol, composée en 1978 pour un spectacle de Iouri Lioubimov.
Schnittke a longtemps été hanté par la figure d'Adrian Leverkühn, présente dans le roman Le Docteur Faustus de Thomas Mann. En 1982, le Festival Automne de Moscou donne à entendre Seid nüchtern und wachet... (littéralement Soyez sobres et veillez) cantate sur un texte de L'histoire du docteur Faust, publié à Francfort en 1587, le même texte que celui utilisé dans la composition finale d'Adrian Leverkühn, la lamentation du Dr Faustus. Le compositeur souhaitait en faire une musique qui, en effets, surpasserait le rock. En réalité, le tango macabre qui vient culminer l’œuvre, rappelle volontiers l'expressionnisme d'un Kurt Weill. Ce tango, souvent le théâtre d'une prestation scénique travaillée, comme en témoignent les versions du Malmö Symphony Orchestra avec Inger Blom ou du Hradec Kralove Philharmonic avec Iva Bittova, révèle une contralto, dont la voix comme « sataniquement amplifiée » y devient une sorte « d' Ethel Merman de l'apocalypse », selon les mots du critique musical Alex Ross. Schnittke ira jusqu'à en faire un opéra entier, créé en 1995 à Hambourg, qui intègre la cantate dans son dernier acte.

### L'après-perestroïka et l'ultime période créatrice (1985-1998)

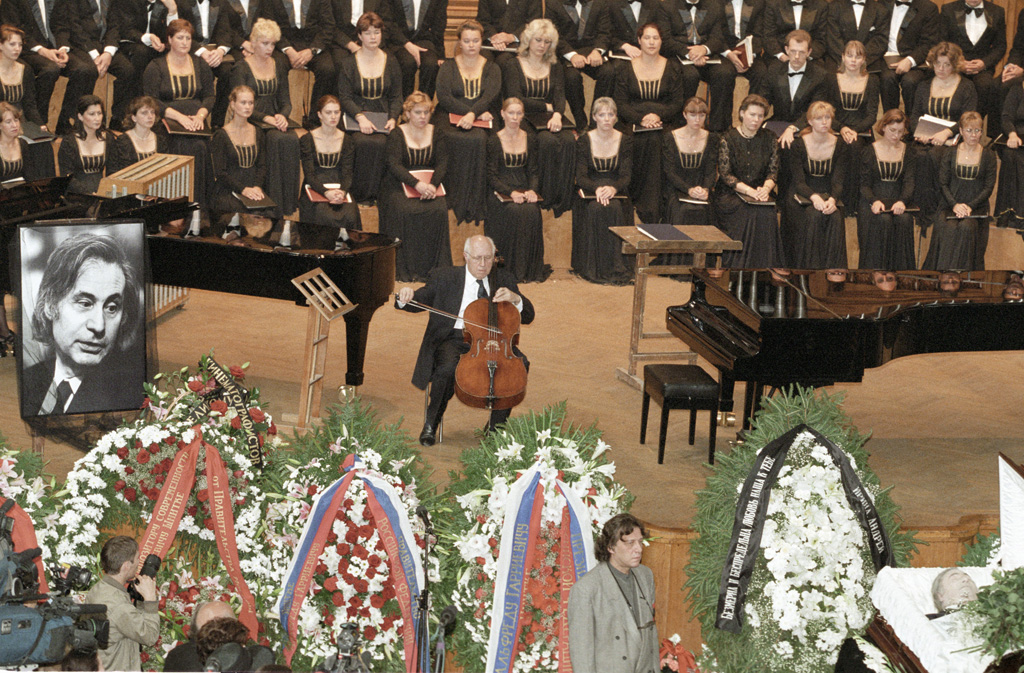
Funérailles de Schnittke au Conservatoire Tchaïkovski - soliste, Mstislav Rostropovitch

Après la perestroïka et le regain de liberté qui en résulte, une série d'hémorragies cérébrales, dont la première date de 1985, plongent Schnittke dans des comas atteignant jusqu'à 3 mois. Déclaré cliniquement mort à plusieurs reprises, il se remettra à composer, sitôt rétabli. Son premier concerto pour violoncelle (1986) est une œuvre qui coïncide avec une de ces convalescences ; on en comprend aisément le ton inquiétant, presque funeste, qui y règne. En 1988, il se rend pour la première fois aux États-Unis afin d'assister à la création américaine de sa Première Symphonie et en 1990, il quitte définitivement l'URSS pour s'installer à Hambourg. C'est une période où le compositeur, se sentant en sursis, accepte toutes les commandes qui lui sont données. Faisant preuve d'une énergie tout à fait remarquable, il écrit successivement : trois opéras, trois symphonies et plusieurs concertos. Une troisième hémorragie va le priver de mobilité et de l'usage de la parole. Il continuera à écouter de la musique et à en écrire chaque jour quelques mesures, jusqu'au coup fatal, le 3 août 1998. Son enterrement au cimetière de Novodiévitchi, fait l'objet de cérémonies officielles.

## Esthétique
Si à bien des égards la musique d’Alfred Schnittke dérive de la tradition russe (de compositeurs tels que Chostakovitch et Stravinsky), elle est également redevable de la tradition germanique (Mahler et Berg) et américaine (Ives). C'est en effet une musique qui échappe à tout dogmatisme, tour à tour tonale, atonale, microtonale, contrapuntique, voire mimant le geste de l'improvisation. Gouvernée par une dramaturgie mahlérienne, c'est une œuvre de synthèse, à une époque où l'auditeur est déchiré entre des tendances esthétiques contradictoires.

### Harmonie

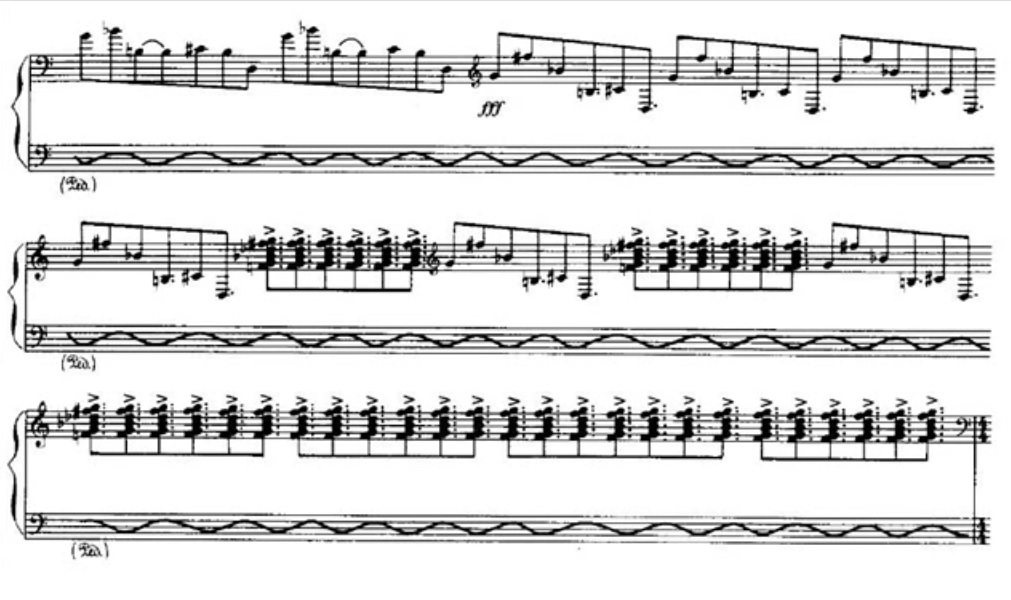
Exemple de tension harmonique dans la cadence du concerto pour piano et cordes (1979)

D'après Schnittke, le dodécaphonisme « offre une solution mécanique manquant de dimension esthétique », il en tire la conclusion suivante : « le train sériel dans lequel j'étais monté, m'a vite paru trop encombré et condamné par ses rails à faire toujours le même trajet. Je décidai alors de descendre à la prochaine station et de continuer mon propre chemin à pied. » D'ailleurs, il ne cèdera pas  au scrupule d'autolimitation expressive qui obsède encore beaucoup de sérialistes. En réalité, Schnittke est persuadé que la plus intense expression est atteinte dans le conflit permanent de la dissonance et de la consonance, de même que dans la juxtaposition récurrente de l'élégiaque avec la satire, ce qui pourrait le rapprocher d'Erik Satie.
À l'inverse de Webern qui, tout en cultivant les dissonances, a tendance à les neutraliser, jusqu'à atteindre avec l'Opus 28 l'impassibilité minérale d'un paysage harmonique sans tension, Schnittke les exacerbe et les utilise comme principal agent d'intensification.

### Mélange des styles ou «polystylisme»
Le « polystylisme » ou « modulation stylistique », consistant à adopter des références stylistiques multiples au sein d'une même œuvre, parsème la production de Schnittke, lui-même grand amateur de jazz fusion. Les grands principes en seront théorisés dans le texte Les tendances polystylistiques dans la musique moderne, présenté au 7e congrès du conseil international de musique de l'Unesco de 1971, mais publié seulement 17 ans plus tard.
La mise en œuvre du polystylisme passe par l'utilisation fréquente de ce que le compositeur appelle des pseudo-citations, certains motifs génériques dont le pouvoir expressif nous est déjà familier. Parce que les musiques du passé font partie intégrante de notre mémoire musicale, au même titre que les souvenirs de l'enfance déterminent notre personnalité adulte, le polystylisme, en ranimant un vécu musical propre à chaque auditeur, ouvre une nouvelle dimension, purement psychologique à la musique. « La réalité contemporaine va rendre obligatoire de donner à entendre, d'une manière ou d'une autre, toute la musique qu'un individu aura entendue depuis son enfance, ce qui inclut le jazz et le rock, la musique classique et toutes les autres formes » déclare-t-il. Jamais arbitraires, ces vestiges musicaux du passé sont mis sous tension par les apports du présent, pour être corrompus, puis refondus dans la masse sonore. Par ces corruptions, qui sont souvent des mutilations de l'harmonie, ou, à la manière de Charles Ives, des interférences avec d'autres thèmes, Schnittke pousse l'ironie encore un stade plus loin que Chostakovitch venait de le faire avec les citations directes de Guillaume Tell, Rossini et Wagner, dans sa 15e symphonie. Ainsi le climat régnant dans ces œuvres est-il plus proche de la détresse latente d'un Zimmermann que de l'effervescence du Berio de la sinfonia. Le musicologue Jean-Noël Von der Weid dira avec humour de ses expériences polystylistiques que Schnittke « mélange tout ce qui peut être reconnaissable ». Quant à Christian Leblé, il renchérit en déclarant que « la musique de Schnittke laisse toujours croire que l'on écoute Berg pendant que le voisin du dessus écoute Schubert ». Une des vocations du polystylisme est de rappeler qu'une culture musicale cosmopolite supplante désormais l'ancienne éducation monoculturelle de nos aïeux. Schnittke prône la complexité des frontières comme un idéal en soi. Par ses racines familiales composites, il est sans doute le mieux placé des compositeurs pour l'enseigner à ses auditeurs.

## Un musicien écrasé par le système
Schnittke appartient à une génération de compositeurs sacrifiés au bénéfice d'un système qui leur fait composer des musiques de film à la chaîne : entre 1962 et 1984, il en composera un total de soixante-six pour Mosfilm. La majorité de ses œuvres pâtissent du retard dans l'édition des partitions, qui est une édition d'État. À titre d 'exemple, le quatuor no 1 n'est édité que treize ans après sa création. En comparaison, Kabalevski, musicien apprécié par le régime, n'a jamais patienté plus de deux ans avant de voir une de ses partitions éditée. Cette œuvre, écrite à l'occasion de la commémoration de la révolution de 1917, est directement écartée par le comité de sélection, sous prétexte que son auteur y aurait ignoré les traditions nationales.
Néanmoins, dès les années 1960, la musique de Schnittke trouve un certain nombre d'adeptes parmi l'intelligentsia, et, assez singulièrement, dans les membres de la Faculté des Sciences de l'Université de Moscou. C'est l'époque des circuits underground : des meetings clandestins réguliers regroupent les amateurs de sa musique de chambre aux côtés de quelques musiciens. Ils permettent de diffuser des œuvres telles que sa première sonate pour violon et piano de 1963. Aussi, de nombreuses partitions sont transmises sur microfilms vers l'Ouest, une pratique notamment connue pour avoir permis d'exporter la 7e Symphonie de Chostakovitch (1942).
Entre 1977 et 1978, Schnittke est témoin de l'un des plus gros scandales dans les relations entre la France et l'URSS. Lui et le metteur en scène Iouri Lioubimov sont invités au Palais Garnier pour écrire une nouvelle version de La Dame de pique de Tchaïkovski. Le livret original, détourné à des fins romantiques par Modest Tchaïkovski (le frère du compositeur), souffrait de nombreuses maladresses, sans compter qu'il prenait de très grandes libertés vis-à-vis de la nouvelle de Pouchkine. Le chef d'orchestre Algis Juraitis, alors directeur du Bolchoï, chargé par l'Union des compositeurs soviétiques d'une enquête sur l'affaire, consulte en cachette les notes de Schnittke avant de revenir à Moscou crier au scandale. Un article est aussitôt publié dans la Pravda, on y évoque la « destruction du grand héritage culturel russe » à travers la « raillerie d'un chef-d'œuvre de l'opéra », abaissé au rang d'une « comédie musicale à l'américaine ». Schnittke, Lioubimov et Rojdestvenski sont aussitôt accusés d'immoralité. Mettant en cause leur « manque de sincérité », le rédacteur en chef de la Pravda refuse de publier la réponse des trois accusés, qui paraît finalement dans Le Monde. Ils y énumèrent les erreurs dans l'article de Juraitis et citent des extraits de la correspondance de Tchaïkovski corroborant leur démarche. À court d'arguments, Moscou propose alors un ultimatum, faire venir des « artisans soviétiques corrects » afin de terminer le travail dans le « respect de la tradition ». Rolf Liebermann, administrateur de l'opéra de Paris à cette époque, refuse la proposition et le projet est abandonné.

## Reconnaissance et postérité: le soutien des grands solistes

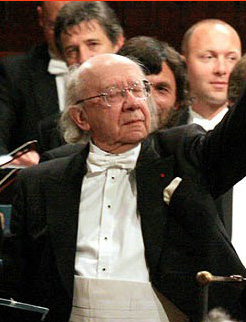
Guennadi Rojdestvenski, grand défenseur de l’œuvre de Schnittke et chef d'orchestre de tout premier plan, a créé une grande partie des œuvres symphoniques du compositeur

Schnittke ne se confiait que très rarement à la presse. La renommée de sa musique est l’œuvre avant tout de ses amis concertistes, qui se mettent, dès les années 1970, en devoir de diffuser sa musique auprès du public étranger. Parmi ceux-ci, citons le chef Guennadi Rojdestvenski, le violoniste Gidon Kremer, l'altiste Yuri Bashmet et les violoncellistes Natalia Gutman et Mstislav Rostropovitch. Alors qu'on lui refusait systématiquement le visa pour assister aux créations étrangères de ses œuvres, ses accointances avec Gidon Kremer lui permettent néanmoins d'accompagner ce dernier, à plusieurs reprises, dans ses tournées à l'étranger. C'est ainsi au cours d'un tour en Autriche que Schnittke peut se rendre sur la tombe de Bruckner, à l'abbaye de Sankt Florian. Le souvenir lointain d'un chœur entendu lors de ce bref séjour va lui inspirer sa seconde symphonie. Encore une fois, c'est Rojdestvenski, profitant cette fois de son poste de chef à l'orchestre de la BBC, qui en assure la création à Londres en 1980.
Devenu l'un des musiciens les plus représentatifs de la modernité auprès du grand public, aux côtés de John Adams (1947-) et de Philip Glass, Schnittke est régulièrement l'invité d'honneur des plus grands festivals à l'étranger, après l'effondrement du bloc soviétique, tels le Settembre Musica à Turin auquel il assiste en 1991 et en 1993. De même, il reçoit fréquemment des commandes provenant des plus grands orchestres, comme sa troisième symphonie, commandée par Kurt Masur pour l'inauguration du Gewandhaus de Leipzig en 1981 ou sa 5e symphonie pour le centenaire du Concertgebouw d'Amsterdam en 1988. Cette situation a immanquablement créé des envieux, résolus à minimiser son importance. C'est le cas en France, pays dans lequel Schnittke, et plus généralement les compositeurs russes de la modernité, ont longtemps souffert de déconsidération. Citons l’association Les concerts du Domaine musical, qui depuis sa fondation en 1954 par Pierre Boulez, a présenté 120 œuvres de la génération de ce dernier sans mentionner une seule fois le nom de Schnittke. La Russie, malgré son rôle fondamental dans l'essor de cette modernité, n'y est représentée que par une seule partition, celle d'Edison Denisov. Cette hostilité des grandes institutions musicales parisiennes vis-à-vis de sa musique conduit Schnittke, comme plusieurs autres compositeurs ex-soviétiques, à trouver préférentiellement refuge en Allemagne.

## Œuvre

### Musique concertante
- Concerto pour violon no 1, 1957
- Concerto pour piano et orchestre, 1960
- Concerto pour violon no 2, dédié à Mark Loubotsky, 1966
- Concerto pour violon no 3, 1978
- Concerto pour violon no 4, dédié à Gidon Kremer, 1984
- Concerto pour piano et cordes, 1979
- Concerto pour violoncelle no 1, dédié à Natalia Gutman, 1986
- Concerto pour violoncelle no 2, dédié à Mstislav Rostropovitch, 1992
- Concerto pour alto no 1, dédié à Yuri Bashmet 1985
- Concerto pour piano à quatre mains et orchestre de chambre, 1988
- Concerto pour alto no 2 1997
- Monologue pour alto et orchestre à cordes, dédié à Yuri Bashmet 1989

### Concerti Grossi
- Concerto Grosso no 1, pour deux violons, clavecin, piano préparé et cordes (1976-77)
- Concerto Grosso no 2, pour violon, violoncelle et orchestre (1981-82)
- Concerto Grosso no 3, pour deux violons, clavecin et cordes (1985)
- Concerto Grosso no 4, (symphonie no 5), pour violon, hautbois, clavecin et orchestre (1988)
- Concerto Grosso no 5, pour violon, piano et orchestre (1991)
- Concerto Grosso no 6, pour piano, violon et cordes (1993)

### Musique orchestrale
- Pianissimo, 1968
- Polyphonic tango, pour ensemble, 1979
- In memoriam..., version orchestrale du Quintette, composé juste après la mort de sa mère. Le Requiem étant à l'époque interdit sous Brejnev, il décida d'écrire à l'origine "In memoriam..." pour 5 pianos. Par la suite, il composa la version pour orchestre, 1979
- Peer Gynt, ballet en 3 actes et un épilogue, 1986
- Gogol Suite, 1980
- (K)ein Sommernachtstraum ([Auc]un Songe d'une nuit d'été)

### Musique pour orchestre et chœur
- Cantate Seid Nüchtern und Wachet (Restez sobres et à jeun, et veillez) pour solistes (contre ténor, alto masculin, ténor, basse), chœur mixte et orchestre, op. 167, créée en 1983. Elle constituera le troisième acte de son opéra Historia von D. Johann Fausten, op. 239, créé en 1995.

#### 10 symphonies
- Symphonie no 0 (1956-1957)
- 1re Symphonie (1969-1972).
- 2e Symphonie dite « St. Florian » (1979)
- 3e Symphonie (1981)
- 4e Symphonie (1984)
- 5e Symphonie appelé également 4e Concerto Grosso (1988)
- 6e Symphonie (1992)
- 7e Symphonie (1993)
- 8e Symphonie (1994)
- 9e Symphonie « inachevée » (1994-1998)

### Musique de chambre
- Les 4 Quatuors à cordes, 1966, 1981, 1983, 1989
- Sonate no 1 pour violon et piano, 1963, réorchestrée pour violon et orchestre de chambre en 1968
- Sonate no 2, « Quasi una Sonata », pour violon et piano, 1968
- Sérénade pour violon, clarinette, contrebasse, piano et percussions, 1968
- Suite dans le style ancien pour violon et piano, 1972
- Trio à cordes, 1985, aussi arrangé comme Trio avec piano, 1992
- Quatuor pour piano et cordes, 1988
- Quintette avec piano, 1976
- Sonate no 1 pour violoncelle et piano, dédiée à Natalia Gutman, 1978
- Sonate no 2 pour violoncelle et piano, dédiée à Mstislav Rostropovitch, 1994
- Stille Nacht, arr. pour violon et piano, 1978
- Stille Musik (Musique calme) pour violon et violoncelle, 1979
- Sonate no 3 pour violon et piano, 1994

### Opéra
- Le 11e Commandement (1962)
- La Vie avec un idiot (1990–1991) d'après Viktor Iérofeïev
- Gesualdo (1993), sur la vie du compositeur du même nom.
- Historia von D. Johann Fausten, op. 239, opéra en trois actes et un épilogue de Alfred Schnittke, livret de Jörg Morgener (Jürgen Köchel) d'après Johannes Spies (1587) créé à Hambourg en 1995. Le troisième acte est constitué de la cantate "Seid Nüchtern und wachet" (1983).

### Musique vocale
- Requiem, 1975
- Concerto pour chœur, 1986
- Les Psaumes de la repentance[30], 1988
- Requiem de la Réconciliation (Communio II), 1995

### Musique pour piano
- Improvisation et fugue, 1965
- Sonate no 1, dédiée au pianiste Vladimir Feltsman, 1988
- Sonate no 2, dédiée à la pianiste Irina Schnittke, épouse du compositeur, 1990
- Sonate no 3, 1992

### Musique pour orgue
- 2 pièces pour orgue

### Musique de films
- 1963 : Entrée dans la vie d'Igor Talankine
- 1965 : Les Aventures d'un dentiste d'Elem Klimov
- 1967 : La Commissaire d'Alexandre Askoldov
- 1968 : L'Harmonica de verre (ru) d'Andreï Khrjanovski
- 1969 : Six juillet de Youli Karassik
- 1970 : La Gare de Biélorussie d'Andreï Smirnov
- 1970 : Sport, sport, sport d'Elem Klimov
- 1971 : Toi et moi de Larissa Chepitko
- 1972 : La Neige en feu de Gavriil Eguiazarov
- 1972 : La Mouette de Youli Karassik
- 1976 : Le Bateau blanc de Bolotbek Chamchiev
- 1977 : L'Ascension de Larissa Chepitko
- 1977 : Histoire d’un acteur de province d'Alexandre Zarkhi
- 1979 : Les Petites Tragédies (ru) de Mikhaïl Schweitzer
- 1981 : Raspoutine, l'agonie d'Elem Klimov
- 1983 : Les Adieux à Matiora d'Elem Klimov
- 1984 : Les Âmes mortes de Mikhaïl Schweitzer
- 1994 : Le Maître et Marguerite de Iouri Kara

## Honneurs
- Prix Bach de la Ville libre et hanséatique de Hambourg (1992)[31].
- Prix d'État de la fédération de Russie (1986 et 1995).
- Membre de l'Académie des Arts  de Munich, Stockholm, Hambourg, Berlin et Londres[32].